# Stasimopus schoenlandi
Espèce
Synonymes
- Stasimopus schönlandi Pocock, 1900
- Stasimopus rufitarsis Strand, 1907

Stasimopus schoenlandi est une espèce d'araignées mygalomorphes de la famille des Stasimopidae.

## Distribution
Cette espèce est endémique du Cap-Oriental en Afrique du Sud,. Elle se rencontre vers Jansenville, Port Elizabeth, Somerset East et Uitenhage.

## Description
La femelle holotype mesure 35 mm.
Le mâle décrit par Hewitt en 1914 mesure 18 mm.

## Étymologie
Cette espèce est nommée en l'honneur de Selmar Schönland (1860-1940).

## Publication originale
- Pocock, 1900 :  Some new Arachnida from Cape Colony. Annals and Magazine of Natural History, sér. 7, vol. 6, p. 316-333 (texte intégral).